# Stylochus pilidium
Stylochus pilidium is een platworm (Platyhelminthes). De worm is tweeslachtig. De soort leeft in het zoute water.
Het geslacht Stylochus, waarin de platworm wordt geplaatst, wordt tot de familie Stylochidae gerekend. De wetenschappelijke naam van de soort werd voor het eerst geldig gepubliceerd in 1881 door Goette.